# Molnár Ilona
Molnár Ilona (Budapest, 1983. október 26. –) magyar szinkronszínésznő és szinkronrendező. Kilencévesen a Palladium Dráma Stúdióban kezdődött a pályája, majd szinkron területre került, ahol azóta is dolgozik. Bátyja, Molnár Levente, szintén szinkronszínész.

## Szinkronszerepei

### Filmek
| Cím                                 | Szereplő                     | Színész         |
| ----------------------------------- | ---------------------------- | --------------- |
| Csavard be, mint Beckham            | Jesminder "Jess" Kaur Bhamra | Parminder Nagra |
| Rockhajó                            | Eleonore                     | January Jones   |
| Amerikai pite                       | Heather                      | Mena Suvari     |
| Amerikai pite 2.                    | Heather                      | Mena Suvari     |
| Atlantisz gyermekei                 | Molly Gerber                 | Mika Boorem     |
| Ál/Arc                              | Jamie Archer                 | Dominique Swain |
| Cukorfalat                          | Hayley Stark                 | Elliot Page     |
| Bajos csajok                        | Regina George                | Rachel McAdams  |
| Bajos Csajok 2                      | Mandi Weatherly              | Maiara Walsh    |
| Halálos kitérő                      | Francine                     | Lindy Booth     |
| Vágy és vezeklés                    | 18 éves Briony               | Romola Garai    |
| Zongoralecke                        | Flora McGrath                | Anna Paquin     |
| Kedves John!                        | Savana Curtis                | Amanda Seyfried |
| Wendy Wu: Hazatérő harcos           | Wendy Wu                     | Brenda Song     |
| Death Note - A halállista           | Shiori Kashino               | Yu Kashii       |
| A testvériség                       | Sarah Wenham                 | Laura Ramsey    |
| Sodró lendület 2 – Hív a természet  | Heather (Erdőlány)           | Madison Riley   |
| Újjászületve                        |                              |                 |
| Star Wars IX. rész – Skywalker kora | Ahsoka Tano                  | Ashley Eckstein |

### Sorozatok
| Cím                                 | Szereplő                                                                  | Színész                            |
| ----------------------------------- | ------------------------------------------------------------------------- | ---------------------------------- |
| A Degrassi gimi                     | Jenna Middleton                                                           | Jessica Tyler                      |
| A Semmi közepén                     | Sue Heck                                                                  | Eden Sher (2. magyar változat)     |
| 2×2 néha sok(k)                     | Mary-Kate Burke                                                           | Mary-Kate Olsen                    |
| A farm, ahol élünk                  | Mary Ingalls Kendall                                                      | Melissa Sue Anderson               |
| A liliomlány                        | Virginia                                                                  | Virna Flores                       |
| A Macska                            | Esmeralda Cruz „La Gata (A macska)/ Renata de la Santacruz”               | Maite Perroni                      |
| A Mandalóri                         | Ahsoka Tano                                                               | Rosario Dawson                     |
| A zöld íjász                        | Thea Quenn (1-2. évad)                                                    | Willa Holland                      |
| Anyák, feleségek, szeretők          | Klara Lindner                                                             | Anna Maria Mucha                   |
| Anubisz házának rejtélyei           | Amber Millington                                                          | Ana Mulvoy Ten                     |
| Gossip Girl – A pletykafészek       | Blair Waldorf                                                             | Leighton Meester                   |
| Árva angyal                         | María de Jesús "Marichuy" Velarde Santos de San Román                     | Maite Perroni                      |
| A szerelem ösvényei                 | Pamela Fernández                                                          | Florencia de Saracho               |
| A szerelem nevében                  | Paloma Espinosa de Los Monteros                                           | Allisson Lozz                      |
| A szerelem tengere                  | Elena "Elenita" Parra-Ibánez                                              | Florencia de Saracho               |
| Az én bűnöm                         | Lucrecia Córdoba Pedraza de Roura/Almada/Lucrecia Pedraza de Roura/Almada | Maite Perroni                      |
| Az igazság napja                    | Beth Novelli                                                              | Rachel Grate                       |
| Az óceán lánya                      | Cass Clayborn                                                             | Brooke Anderson                    |
| Ármány és szenvedély                | Isabella Black                                                            | Kirsten Storms                     |
| Balfék körzet                       | Sara Miranda                                                              | Michelle Jenner                    |
| Binny és a szellem                  | Binny Baumann                                                             | Merle Juschka                      |
| Bír-lak                             | Stephanie Judith Tanner                                                   | Jodie Sweetin                      |
| Boba Fett könyve                    | Ahsoka Tano                                                               | Rosario Dawson                     |
| Bűbájos boszorkák                   | Billie Jenkins                                                            | Kaley Cuoco                        |
| Charlie Grace                       | Jenny Grace                                                               | Leelee Sobieski                    |
| Cheers                              | Kelly Gaines Boyd                                                         | Jackie Swanson                     |
| Csacska angyal                      | Maia Fritzenwalden                                                        | Paola Sallustro                    |
| Csont nélkül                        | Willa Monday                                                              | Maddie Hasson                      |
| Egy csipetnyi bűvölet               | Hannah Parker-Kent (felnőtt)                                              | Aubrey Miller                      |
| Egy rendes család                   | Gesa Seeler                                                               | Rike Schmid                        |
| Enid Blyton                         | Lucy-Ann                                                                  | Jennyfer Jewell                    |
| Erdészház Falkenauban               | Ricarda (Rica) Rombach                                                    | Nicole Schmid                      |
| Ez a ház totál gáz                  | Lucía Álvarez                                                             | María Adánez                       |
| Ezel – Bosszú mindhalálig           | Bahar Tezcan                                                              | Sedef Avci                         |
| Édes élet olasz módra               | Plum Wilkinson De Lucca                                                   | Danielle Harris                    |
| Éld az életem!                      | Yesenia Pérez                                                             | Oka Giner                          |
| Flipper legújabb kalandjai          | Courtney Gordon                                                           | Skye Patch                         |
| Hannah Montana                      | Mikayla                                                                   | Selena Gomez                       |
| Hazug csajok társasága              | Spencer Hastings                                                          | Troian Bellisario                  |
| Heartland                           | Amy Fleming                                                               | Amber Marshall                     |
| Hetedik mennyország                 | Lucy Camden                                                               | Beverley Mitchell (1. szinkron)    |
| Hetedik mennyország                 | Mary Camden                                                               | Jessica Biel (2. szinkron)         |
| Hősök                               | Claire Bennet                                                             | Hayden Panettiere                  |
| Hunter Street                       | Jennie (2. évad)                                                          | Alyssa Guerrouche                  |
| Iskolatársak                        | Valeria                                                                   | Laura Chiatti                      |
| Jack és Bobby                       | Missy Belknap                                                             | Keri Lynn Pratt                    |
| Jó kis bagázs                       | Zoé                                                                       | Adeline Ishiomin                   |
| Kalandok Kythera szigetén           | Molly                                                                     | Amelia Frid                        |
| Kedves ellenség                     | Sara de la Cruz                                                           | Carmen Becerra (1. és 2. szinkron) |
| Kettős játszma                      | Lisette Albarrán                                                          | Daniela Luján                      |
| Knight Rider                        | Zoe Chae                                                                  | Smith Cho                          |
| Makoi hableányok                    | Sirena                                                                    | Amy Ruffle                         |
| Lizzie McGuire                      | Lizzie McGuire                                                            | Hilary Duff                        |
| María (1995)                        | Alicia Montalbán Smith                                                    | Yuliana Peniche                    |
| María (2015)                        | Karina Pineda                                                             | Carmen Becerra                     |
| Maricruz                            | Doris Montenegro                                                          | Ingrid Martz                       |
| Marichuy – A szerelem diadala       | Marichuy Iturbide-Gutierrez                                               | Maite Perroni                      |
| Melissa és Joey                     | Lennox Scanlon                                                            | Taylor Spreitler                   |
| Ments meg!                          | Colleen Gavin                                                             | Natalie Distler                    |
| Milagros                            | Macarena San Martín                                                       | Melania Urbina                     |
| Mudpit                              | Geneva                                                                    | Carleigh Beverly                   |
| Nagymenők                           | Sophie Kerr                                                               | Sarah Foret                        |
| Organikus narancs                   | Marion (Marmoloid) Wall                                                   | Emma Snow                          |
| Otthonunk                           | Hayley Lawson                                                             | Rebecca Cartwright                 |
| Ókori kalandok                      | Flavia Gemina                                                             | Francesca Isherwood                |
| Öten a szigeten                     | Anne                                                                      | Laura Petela                       |
| Pasta                               | Seo Yoo-Gyeong                                                            | Gong Hyo-jin                       |
| Penny a M.A.R.S.-ból                | Arianna                                                                   | Arianna Di Claudio                 |
| Pillangósziget                      | Jackie Wilson                                                             | Mouche Phillips                    |
| Pizsamaparti                        | Rosie Cartwright                                                          | Elza Taylor-Cotter                 |
| Pláza                               | Elda Ponti                                                                | Carlotta Lo Greco                  |
| Power Rangers Szamuráj              | Sárga Szamuráj Ranger / Emily                                             | Brittany Anne Pirtle               |
| ReGenesis                           | Lilith Sandstrom                                                          | Ellen Page                         |
| Riverdale                           | Veronica Lodge                                                            | Camila Mendes                      |
| Róma                                | Eirene                                                                    | Chiara Mastalli                    |
| Scream Quenns - Gyilkos történet    | Hester Ulrich                                                             | Lea Michele                        |
| Segítség, szár lettem!              | Sadie Harrison                                                            | Laura Vandervoort                  |
| Skins                               | Cassie Ainsworth                                                          | Hannah Murray                      |
| So little time – Az ikrek Malibuból | Riley Carlson                                                             | Mary-Kate Olsen                    |
| Soy Luna                            | Sabrina Carpenter                                                         | Sabrina Carpenter                  |
| Szerelempárlat                      | Daniela Montalvo                                                          | Fernanda Castillo                  |
| Szökésben                           | Hannah                                                                    | Sarah Ramos                        |
| Szörfsuli                           | Fiona (Fly) Watson                                                        | Sophie Luck                        |
| Született feleségek                 | Danielle Van De Kamp                                                      | Joy Lauren                         |
| Táncakadémia                        | Kat Karamakov                                                             | Alicia Banit                       |
| Cosby                               | Vanessa Huxtable                                                          | Tempestt Bledsoe                   |
| Több mint testőr                    | Sol Diaz de Leon                                                          | Paloma Márquez                     |
| Tökös csajok                        | Silke                                                                     | Paula Birnbaum                     |
| Trónok harca                        | Daenerys Targaryen                                                        | Emilia Clarke                      |
| Vad szív                            | Jimena / Estraya / Angelica                                               | Angelique Boyer                    |
| Vámpírnaplók                        | Caroline Forbes                                                           | Candice Accola                     |
| Veronica Mars                       | Veronica Mars                                                             | Kristen Bell                       |
| Zack és Cody élete                  | Maddie Fitzpatrick                                                        | Ashley Tisdale                     |
| Zsenipalánták                       | Paisley                                                                   | Allie DeBerry                      |
| Zoey 101                            | Zoey Brooks                                                               | Jamie Lynn Spears                  |

### Animációs filmek
| Cím                                                  | Szereplő               |
| ---------------------------------------------------- | ---------------------- |
| A rút kiskacsa és én (film)                          | Emmy                   |
| Az Őrzők legendája                                   | Gülfi                  |
| Babar: A győzelem ünnepe                             | Izabella               |
| Barbie: A Hercegnőképző                              | Grace                  |
| Emilie Jolie                                         | Emilie Jolie           |
| Star Wars: A klónok háborúja                         | Ahsoka Tano            |
| Szivárványvarázs – Visszatérés az Esővarázs-szigetre | Rachel Walker          |
| Tini titánok: Gubanc Tokióban                        | Csillagfény/Csillagtűz |
| Toy Story – Játékháború                              | Hannah                 |
| Verdák                                               | Mia                    |
| Volt egyszer egy erdő                                | Michelle               |
| Totoro – A varázserdő titka                          | Mey Kusakabe           |

### Animációs sorozatok
| Cím                                       | Szereplő                                                          |
| ----------------------------------------- | ----------------------------------------------------------------- |
| A 7T                                      | Hildy                                                             |
| A kertvárosi gettó                        | Jasmine                                                           |
| Lovag iskola                              | Kiki                                                              |
| A mesemondó                               | Kis hableány, Szofi, Rút kiskacsa, Elisa, Tündér, Szerencsetündér |
| A Lármás család                           | Lármás Luan (3. évad 16. résztől)                                 |
| Animália                                  | Zoé                                                               |
| Hupikék törpikék 2021                     | Törpvihar                                                         |
| Arthur                                    | Hugica (D.W. Read)                                                |
| A rút kiskacsa és Én (televíziós sorozat) | Emi                                                               |
| A.T.O.M. – Alpha Teens On Machines        | Lioness                                                           |
| A varázslatos iskolabusz                  | Keesha                                                            |
| Az életem tinirobotként                   | Tiff Krust                                                        |
| Babar és Badou kalandjai                  | Csiku                                                             |
| Balu kapitány kalandjai                   | Molly E. Cunningham (1. szinkronban, az első évadban)             |
| Bibi Blocksberg                           | Bibi                                                              |
| Bluey                                     | Pásztor Bluey (Bluey Heeler) (felnőttként)                        |
| Chuggington                               | Emery                                                             |
| Dexter laboratóriuma                      | Dee Dee                                                           |
| Én kicsi pónim: Varázslatos barátság      | Rarity (2. évad), Trixie, Diamond Tiara                           |
| Eperke legújabb kalandjai                 | Eperke (2. évad) Eperke                                           |
| Flamingó kapitány                         | Lizbet                                                            |
| Flipper és barátai                        | Nola                                                              |
| Franklin (6. évad)                        | Csiga                                                             |
| Galactik Football                         | Mei                                                               |
| Hekker Zek                                | Rachel                                                            |
| Johnny Test                               | Susan Test                                                        |
| Kalandra fel!                             | Buborék hercegnő                                                  |
| Kis királylány                            | A kis királylány                                                  |
| Klumplik                                  | Sunny Blink                                                       |
| Korra legendája                           | Ikki                                                              |
| Kókuszdió Fred                            | Cserkó                                                            |
| Kölykök a 402-es tanteremből              | Jordan, Penny Grant                                               |
| Lego Ninjago: A Spinjitzu mesterei        | Nya                                                               |
| Locsi-fecsi Márta                         | Helen Lorraine                                                    |
| M akták – ha tudni akarod az igazat       | Hófehérke                                                         |
| Maja, a méhecske (2012)                   | Maja                                                              |
| MetaJets                                  | Maggie                                                            |
| Miss BG                                   | Kayla                                                             |
| Moby Dick                                 | Satya                                                             |
| Monster Buster Club                       | Cathy                                                             |
| Mumin-völgy                               | Szipogili                                                         |
| Noddy kalandjai Játékvárosban             | Teca maci                                                         |
| Ötös fogat – Kölyökzsaruk akcióban        | Alisha "Allie" Campbell                                           |
| A Pókember elképesztő kalandjai           | Ava Ayala (Fehér Tigris)                                          |
| Rejtélyek városkája                       | Mabel Pines                                                       |
| Segítség kacsaszárnyakon                  | Ellen                                                             |
| Super Mario kalandjai                     | Toad (2. szinkron)                                                |
| Sün Alfréd forró nyomon                   | Lilly                                                             |
| Star Wars: A klónok háborúja              | Ahsoka Tano                                                       |
| Star Wars: Jedihistóriák                  | Ahsoka Tano                                                       |
| Star Wars: Lázadók                        | Ahsoka Tano                                                       |
| Szuper Mário testvérek                    | Csiperke hercegnő                                                 |
| Tara Duncan                               | Sarah                                                             |
| Tatonka történetei                        | Yamni                                                             |
| Team Galaxy                               | Hercegnő                                                          |
| Telmo és Tula, a kis ezermesterek         | Tula                                                              |
| Telmo és Tula, a kis szakácsok            | Tula                                                              |
| Texas királyai                            | Luanne Platter                                                    |
| S.T.R.A.M.M. – A kém kutya                | Cica Farkinszki - Kitty Katswell                                  |
| Totál Dráma Sziget                        | Katie                                                             |
| Transformers Mentő Botok                  | Dani Burns                                                        |
| Turbó kutyák                              | Csöpi                                                             |
| Wunschpunsch, a varázskoktél              | Kelly Cosay                                                       |
| Zombik szigete                            | Gretchen                                                          |
| Monster High                              | Venus McFlytrap                                                   |
| Gorcsok és Gumblik                        | Merri                                                             |
| Krétazóna                                 | Sophie                                                            |
| Ölelörny Henry                            | Izzy Snifflemonster                                               |

### Anime
| Cím                              | Szereplő                                                  |
| -------------------------------- | --------------------------------------------------------- |
| III. Lupin: Cagliostro kastélya  | Clarisse                                                  |
| Afro szamuráj                    | Otsuru                                                    |
| Beyblade                         | Emily                                                     |
| Beyblade: V-Force                | Hilary Tachibana                                          |
| Bleach                           | Michiru Ogawa, Chizuru (2. hang - 109. rész)              |
| Blue Gender                      | Alicia Whistle                                            |
| Bújj, bújj, szellem!             | Koigakubo Momoko                                          |
| Candy Candy                      | Eliza Leagan                                              |
| Chrono Crusade                   | Rosette Christopher                                       |
| Csajkommandó                     | Rikki                                                     |
| Égenjárók                        | Mitsuya Midori                                            |
| Full Metal Panic!                | Kaname Chidori                                            |
| Fullmetal Alchemist: Testvériség | infós lány (36. rész)                                     |
| Hi Hi Puffy AmiYumi              | Harmónia                                                  |
| InuYasha                         | Higurasi Kagome                                           |
| Kaleido Star                     | Mia Guillem                                               |
| Kiki – A boszorkányfutár         | Kiki                                                      |
| Kilari                           | Eiko                                                      |
| MegaMan NT Warrior               | Maylu                                                     |
| Mumin                            | Holkica                                                   |
| Perfect Blue                     | Kirigoe Mima                                              |
| Pokémon                          | Molly / Sabrina babája                                    |
| Pokémon 4. – Az időkapu          | Misty                                                     |
| Sailor Moon                      | Csibiusza / Sailor Chibi Moon                             |
| Sailor Moon R: A rózsa ígérete   | Aino Minako / Sailor Venus                                |
| Sámán király                     | Milly / Pilika (1. hang)                                  |
| Slayers Next                     | Táncoló ikrek                                             |
| Shuriken School                  | Okuni                                                     |
| Soul Eater - Lélekfalók          | Blair                                                     |
| Tokiói keresztapák               | Mijuki                                                    |
| Vadmacska kommandó               | Corina Bucksworth                                         |
| Vasember (anime)                 | Óta Nanami                                                |
| Yu-Gi-Oh! GX                     | Blair Flannigan (A+-változat) Jasmine (Viasat 6-változat) |
| Yesterday – Vissza a gyerekkorba | Okadzsima Taeko (gyermek)                                 |
| Yu Yu Hakusho – A szellemfiú     | Yukina                                                    |

### Videojátékok
| Cím               | Szereplő    |
| ----------------- | ----------- |
| League of Legends | Lux, Soraka |

## Szinkronrendezései
- A Degrassi gimi
- Bat Pat
- Croodék – A fény kora, vagy Croodék hajnala
- Csizmás, a kandúr kalandjai
- Éljen Julien király!
- Nils Holgersson csodálatos utazása
- Szilaj, a szabadon száguldó, vagy Szilaj, a szabadon szárnyaló
- Voltron: A legendás védelmező (3-6. évad)
- Zafari